# PIC 16F84 de Microchip
 (novembre 2023).
Si vous disposez d'ouvrages ou d'articles de référence ou si vous connaissez des sites web de qualité traitant du thème abordé ici, merci de compléter l'article en donnant les références utiles à sa vérifiabilité et en les liant à la section « Notes et références ».
 (novembre 2023).

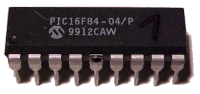
PIC 16F84

Le PIC 16F84 de Microchip est un microcontrôleur 8 bits développé par Microchip Technology. Lancé en 1993, il fait partie de la famille des microcontrôleurs PIC (Peripheral Interface Controller). 
La nomenclature de ce modèle donne les informations suivantes :
- le chiffre "16" indique son appartenance à la famille "MID-RANGE", qui opère sur des mots de 14 bits ;
- la lettre "F" signifie que sa mémoire programme est de type "Flash", permettant une programmation et une reprogrammation aisées ;
- les chiffres "84" identifient précisément ce modèle dans la gamme PIC ;
- la référence peut être suivie d'un suffixe "-XX", où XX représente la fréquence d'horloge maximale que le PIC peut recevoir (par exemple, le PIC 16F84-04 accepte une fréquence d'horloge jusqu'à 4 MHz).

Le 16F84 a été largement adopté dans l'industrie et l'éducation grâce à sa simplicité, sa polyvalence et son coût abordable. Sa mémoire programme de type Flash en fait un choix privilégié pour le prototypage et l'apprentissage de la programmation embarquée.

## Caractéristiques du 16F84
Fonctionne à 10 Mhz maximum. (20 Mhz pour le 16F84A)
Possède :
- 35 instructions (composant RISC),
- 1Ko de mémoire (1024 mots de 14 bits) Flash pour le programme,
- 68 octets de RAM,
- 64 octets de d'EEprom,
- 1 compteur/ timer de 8 bits,
- 1 Watch dog,
- 4 sources d'interruption,
- 13 entrées/sorties configurables individuellement,
- Mode SLEEP.

## Le jeu d'instructions
Le PIC 16F84 est un processeur RISC, c'est-à-dire qu'il est doté d'un set d'instruction réduit (35 instructions).

## Brochagedu PIC16F84
Le microcontrôleur est réalisé en technologie CMOS. Les signaux sont compatibles TTL.
- V{\displaystyle _{SS}} et V{\displaystyle _{DD}} : broches d'alimentation (3 à 5,5 V).
- OSC1 et OSC2 : signaux d'horloges, ces broches peuvent recevoir un circuit RC ou un résonateur.
- CLKIN : peut être connectée à une horloge externe (0 à 4, 10 ou 20 MHz).
- MCLR : Reset (Master Clear).
- RA0, ..., RA4 : 5 entrées/sorties du port A.
- RB0, ..., RB7 : 8 entrées/sorties du port B.
- T0CKI : Entrée d'horloge externe du timer TMR0.
- INT : entrée d'interruption externe.